# Brent Grimes
Brent Omar Grimes (Filadelfia, 19 luglio 1983) è un giocatore di football americano statunitense che gioca nel ruolo di cornerback per i Tampa Bay Buccaneers della National Football League (NFL). Al college giocò a football alla Shippensburg University of Pennsylvania.

## Carriera professionistica

### Atlanta Falcons
Grimes firmò come free agent con gli Atlanta Falcons dopo non essere stato scelto nel Draft NFL 2006. Prima di giocare ad Atlanta, passò una stagione nella NFL Europe con gli Hamburg Sea Devils. Dopo essersi messo in mostra oltreoceano, entrò a far parte del roster attivo dei Falcons nel 2007. Dopo avere passato il 2007 e 2008 principalmente come membro degli special team, Grimes si impose nella stagione 2009, facendo registrare 66 tackle e 6 intercetti. L'anno successivo mise a segno 87 tackle e 5 intercetti, venendo convocato per il suo primo Pro Bowl. Nelle due annate seguenti fu tormentato dagli infortuni, tanto da dover saltare l'intera stagione 2012 a causa della rottura del tendine d'Achille.

### Miami Dolphins

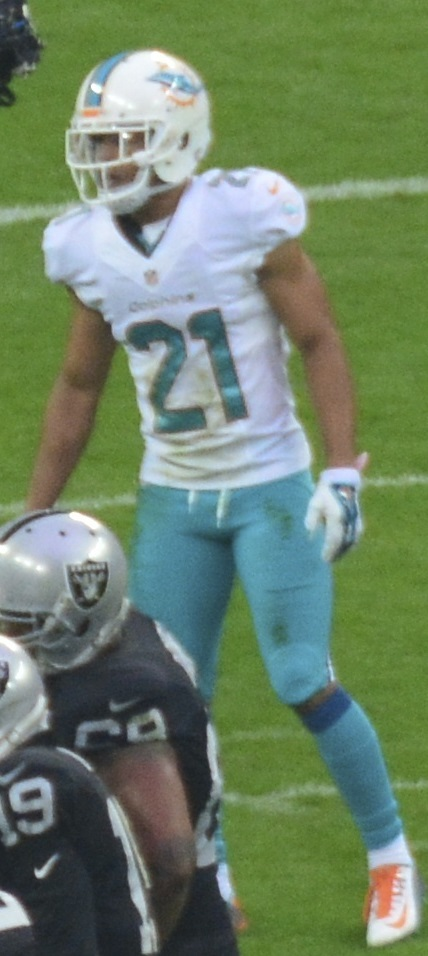
Grimes nel 2014.

Il 30 marzo 2013, Grimes firmò un contratto annuale del valore di 5,5 milioni di dollari coi Miami Dolphins. Con essi ritrovò la forma dei giorni migliori, concludendo l'annata con 60 tackle e 4 intercetti e venendo convocato per il suo secondo Pro Bowl. A fine anno fu votato al 95º posto nella NFL Top 100. Il 3 marzo 2014 fu premiato con un contratto quadriennale del valore di 32 milioni di dollari, 16 milioni dei quali garantiti, per rimanere coi Dolphins. Nella settimana 9 contro i Chargers mise a segno due intercetti su Philip Rivers, venendo premiato come miglior difensore della AFC della settimana. Sette giorni dopo, in marcatura su Calvin Johnnson, compì uno spettacolare intercetto a una sola mano su Matthew Stafford nella end zone. A fine anno fu convocato per il terzo Pro Bowl in carriera e inserito nel Second-team All-Pro.
Nel 2015, Grimes fu nuovamente convocato per il Pro Bowl al posto di Aqib Talib, impegnato nel Super Bowl 50.

### Tampa Bay Buccaneers
L'11 marzo 2016, Grimes firmò un contratto biennale con i Tampa Bay Buccaneers.

## Palmarès
- Convocazioni al Pro Bowl: 4

2010, 2013, 2014, 2015
- Second-team All-Pro: 1

2014
- Difensore della AFC della settimana: 1

9ª del 2014
- Defensive back dell'anno NFL Alumni: 1

2011

## Statistiche
| Partite totali      | 106 |
| Partite da titolare | 90  |
| Tackle totali       | 420 |
| Sack                | 0,0 |
| Intercetti          | 206 |
| Fumble forzati      | 4   |

Statistiche aggiornate alla stagione 2015